# Federico Adolfo di Svezia
Federico Adolfo di Svezia (Castello di Drottningholm, 18 luglio 1750 – Montpellier, 12 dicembre 1803) è stato un principe svedese che ebbe il titolo di duca di Östergötland.

## Biografia
Era figlio del re Adolfo Federico di Svezia e di Luisa Ulrica di Prussia.
Federico Adolfo, insieme a sua sorella Sofia Albertina, era il figlio prediletto della madre.
All'età di 12 anni venne fatto colonnello e a 18 divenne generale.
Partecipò alla rivoluzione del 1772 ed ottenne il titolo di duca dal fratello Gustavo III di Svezia come riconoscimento; tuttavia presto prese le parti dell'opposizione contro il re.
Prese anche parte alla guerra russo-svedese del 1788–1790.
Era un appassionato di caccia e fece costruire la sua residenza di campagna a Tullgarn.
Federico Adolfo divenne noto per la sua vita sentimentale. Non si sposò mai ed ebbe molte relazioni con donne dello spettacolo. Ebbe una lunga relazione con una ballerina, Sophie Hagman, dalla quale ebbe anche una figlia, Sofia Federica.
Nel 1780 interruppe temporaneamente la sua relazione con Sophie Hagman per sposare la signora Lovisa Wrangel, ma dovette aspettare un anno prima di ricevere il consenso da Gustavo III. Dopo un anno, cambiò idea e riprese la sua relazione con Hagman, che terminerà definitivamente nel 1793.
Come suo padre Adolfo Federico e i suoi fratelli Gustavo e Carlo, Federico Adolfo fu membro della Massoneria.
Federico Adolfo lasciò la Svezia nel 1800 per motivi di salute e si recò in Germania e poi in Francia. Morì in Francia, a Montpellier, nel 1803.

## Ascendenza
|                                       |                       |                                   | Genitori                                               |  |  | Nonni |  |  | Bisnonni                              |  |  | Trisnonni                        |  |
|                                       |                       |                                   |                                                        |  |  |       |  |  | Cristiano Alberto di Holstein-Gottorp |  |  | Federico III di Holstein-Gottorp |  |
|                                       |                       |                                   |                                                        |  |  |       |  |  | Cristiano Alberto di Holstein-Gottorp |  |  | Federico III di Holstein-Gottorp |  |
|                                       |                       | Maria Elisabetta di Sassonia      |                                                        |  |  |       |  |  | Cristiano Alberto di Holstein-Gottorp |  |  |                                  |  |
| Cristiano Augusto di Holstein-Gottorp |                       |                                   |                                                        |  |  |       |  |  | Cristiano Alberto di Holstein-Gottorp |  |  |                                  |  |
|                                       |                       | Federica Amalia di Danimarca      | Federico III di Danimarca                              |  |  |       |  |  |                                       |  |  |                                  |  |
|                                       |                       | Federica Amalia di Danimarca      | Federico III di Danimarca                              |  |  |       |  |  |                                       |  |  |                                  |  |
|                                       |                       | Federica Amalia di Danimarca      | Sofia Amelia di Brunswick-Lüneburg                     |  |  |       |  |  |                                       |  |  |                                  |  |
| Adolfo Federico di Svezia             |                       | Federica Amalia di Danimarca      |                                                        |  |  |       |  |  |                                       |  |  |                                  |  |
|                                       |                       | Federico VII di Baden-Durlach     | Federico VI di Baden-Durlach                           |  |  |       |  |  |                                       |  |  |                                  |  |
|                                       |                       | Federico VII di Baden-Durlach     | Federico VI di Baden-Durlach                           |  |  |       |  |  |                                       |  |  |                                  |  |
|                                       |                       | Federico VII di Baden-Durlach     | Cristina Maddalena del Palatinato-Zweibrücken-Kleeburg |  |  |       |  |  |                                       |  |  |                                  |  |
| Albertina Federica di Baden-Durlach   |                       | Federico VII di Baden-Durlach     |                                                        |  |  |       |  |  |                                       |  |  |                                  |  |
|                                       |                       | Augusta Maria di Holstein-Gottorp | Federico III di Holstein-Gottorp                       |  |  |       |  |  |                                       |  |  |                                  |  |
|                                       |                       | Augusta Maria di Holstein-Gottorp | Federico III di Holstein-Gottorp                       |  |  |       |  |  |                                       |  |  |                                  |  |
|                                       |                       | Augusta Maria di Holstein-Gottorp | Maria Elisabetta di Sassonia                           |  |  |       |  |  |                                       |  |  |                                  |  |
| Federico Adolfo di Svezia             |                       | Augusta Maria di Holstein-Gottorp |                                                        |  |  |       |  |  |                                       |  |  |                                  |  |
|                                       | Federico I di Prussia | Federico Guglielmo di Brandeburgo |                                                        |  |  |       |  |  |                                       |  |  |                                  |  |
|                                       | Federico I di Prussia | Federico Guglielmo di Brandeburgo |                                                        |  |  |       |  |  |                                       |  |  |                                  |  |
|                                       | Federico I di Prussia | Luisa Enrichetta d'Orange         |                                                        |  |  |       |  |  |                                       |  |  |                                  |  |
| Federico Guglielmo I di Prussia       | Federico I di Prussia |                                   |                                                        |  |  |       |  |  |                                       |  |  |                                  |  |
|                                       |                       | Sofia Carlotta di Hannover        | Ernesto Augusto di Brunswick-Lüneburg                  |  |  |       |  |  |                                       |  |  |                                  |  |
|                                       |                       | Sofia Carlotta di Hannover        | Ernesto Augusto di Brunswick-Lüneburg                  |  |  |       |  |  |                                       |  |  |                                  |  |
|                                       |                       | Sofia Carlotta di Hannover        | Sofia del Palatinato                                   |  |  |       |  |  |                                       |  |  |                                  |  |
| Luisa Ulrica di Prussia               |                       | Sofia Carlotta di Hannover        |                                                        |  |  |       |  |  |                                       |  |  |                                  |  |
|                                       |                       | Giorgio I d'Inghilterra           | Ernesto Augusto di Brunswick-Lüneburg                  |  |  |       |  |  |                                       |  |  |                                  |  |
|                                       |                       | Giorgio I d'Inghilterra           | Ernesto Augusto di Brunswick-Lüneburg                  |  |  |       |  |  |                                       |  |  |                                  |  |
|                                       |                       | Giorgio I d'Inghilterra           | Sofia del Palatinato                                   |  |  |       |  |  |                                       |  |  |                                  |  |
| Sofia Dorotea di Hannover             |                       | Giorgio I d'Inghilterra           |                                                        |  |  |       |  |  |                                       |  |  |                                  |  |
|                                       |                       | Sofia Dorotea di Celle            | Giorgio Guglielmo di Brunswick-Lüneburg                |  |  |       |  |  |                                       |  |  |                                  |  |
|                                       |                       | Sofia Dorotea di Celle            | Giorgio Guglielmo di Brunswick-Lüneburg                |  |  |       |  |  |                                       |  |  |                                  |  |
|                                       |                       | Sofia Dorotea di Celle            | Éléonore d'Esmier d'Olbreuse                           |  |  |       |  |  |                                       |  |  |                                  |  |
|                                       |                       | Sofia Dorotea di Celle            |                                                        |  |  |       |  |  |                                       |  |  |                                  |  |